# دين هايت
دين هايت (بالإنجليزية: Dane Hyatt) هو عداء سريع جامايكي، ولد في 22 يناير 1984 في أبرشية تريلاوني في جامايكا.

## وصلات خارجية
- دين هايت على موقع الاتحاد الدولي لألعاب القوى (الإنجليزية)
- دين هايت على موقع أوليمبيديا (الإنجليزية)